# Joaquim Santana
Pour les articles homonymes, voir Santana.
Joaquim Santana, de son nom complet Joaquim Santana Silva Guimarães, est un footballeur portugais né le 22 mars 1936 à Lobito (Angola portugais) et mort le 24 avril 1989 à Freamunde. Il était milieu droit.

## Biographie

### En club
Né en Angola portugais, Joaquim Santana est formé au SC Catumbela. Il commence sa carrière professionnelle au Benfica Lisbonne.
Avec le club lisboète, il joue deux finales de Ligue des champions : en 1961, il s'impose face au FC Barcelone, et en 1963, il s'incline contre le Milan AC. 
Joaquim Santana dispute également avec Benfica la Coupe intercontinentale 1962. Au match aller, il s'incline 3-2 face au club brésilien de Santos. Au match retour, il se fait battre une nouvelle fois (2-5) par le club de l'État de São Paulo. Il inscrit deux buts lors du match aller et un but au match retour, ce qui est malheureusement insuffisant pour donner la victoire à son équipe.
Son palmarès national à Benfica est constitué de sept titres de Champion du Portugal et de deux Coupes du Portugal. Au total, avec Benfica, il dispute 106 matchs en Primeira Divisão, inscrivant 51 buts dans ce championnat. Il réalise sa meilleure saison en 1960-1961, où il inscrit 15 buts.
En 1968, Joaquim Santana quitte Benfica et rejoint le SC Salgueiros. Il termine sa carrière au SC Freamunde.

### En équipe nationale
Joaquim Santana reçoit cinq sélections en équipe du Portugal. Il inscrit un but en équipe nationale. Il ne participe à aucune phase finale de compétition internationale avec le Portugal.
Il reçoit sa première sélection le 8 mai 1960, lors d'une victoire face à la Yougoslavie comptant pour les éliminatoires de l'Euro 1960. À cette occasion, il inscrit un but, ce sera son seul but en équipe nationale. Sa dernière sélection a lieu le 23 janvier 1963, lors d'une défaite face à la Bulgarie dans le cadre des éliminatoires de l'Euro 1964.
Ses sélections en équipe nationale se décomposent de la façon suivante : une rencontre amicale, trois lors des éliminatoires de l'Euro (championnat d'Europe 1960 et 1964) et enfin une dans le cadre des éliminatoires de la Coupe du monde 1962.

## Carrière
- 1955-1968 :  Benfica Lisbonne
- 1968-??? :  SC Salgueiros
- ??? :  SC Freamunde

## Palmarès
Avec le Benfica Lisbonne :
- Vainqueur de la Ligue des champions en 1961
- Finaliste de la Ligue des champions en 1963
- Finaliste de la Coupe intercontinentale en 1962
- Champion du Portugal en 1957, 1960, 1961, 1963, 1964, 1965 et 1967
- Vainqueur de la Coupe du Portugal en 1962 et 1964